# Robert Axelrod (actor)
Robert Axelrod (n. 29 mai 1949, New York City, New York, SUA – d. 7 septembrie 2019, Los Angeles, California, SUA) a fost un actor care și-a împrumutat vocea pentru nenumărate spectacole de televiziune, incluzând și showul Digimon. Unul dintre cele mai cunoscute roluri ale sale a fost cel al Lordului Zedd, principalul protagonist din Mighty Morphin Power Rangers.
Axelrod a jucat și ca dublură a lui Paul McCartney în comedia de televiziune, Family Matters.

## Filmografie

### Anime
- Aesop's Fables - Hare
- Around the World with Willy Fog - Voci suplimentare
- Carried by the Wind: Tsukikage Ran - Genma Otagaki
- Codename: Robotech - Rico
- Cowboy Bebop - Doctor Londes - As Axel Roberts
- Digimon Adventure - Wizardmon, Vademon
- Digimon Adventure 02 - Armadillomon, Ankylomon, Wizardmon, Shakkoumon (Împărțit cu Dave Mallow)
- Dogtanian and the Three Muskehounds - Blue Falcon, Voci suplimentare
- Gaiking - Prince Darius, Voci suplimentare
- Ghost in the Shell: Stand Alone Complex - Katakura
- Grimm's Fairy Tale Classics - Hare
- Hajime no ippo - Hachinohe
- Honeybee Hutch - Voci suplimentare
- Little Women - Father
- Lensman - Sol
- Maple Town - Voci suplimentare
- Neo-Tokyo - Tsutomu Sugioka
- The Noozles - Voci suplimentare
- Robotech - Rico (as Axel Roberts)
- Rurouni Kenshin - Sakata, Voci suplimentare
- Samurai Champloo - Roukishi
- Space Pirate Captain Harlock - Dr. Zero
- The Big O - Colonel Anthony Gauss - As Axel Roberts
- Transformers: Robots in Disguise - Movor
- Wowser - Ratso Catso
- Ys - Jenokris

### Animații
- Animated Stories from the New Testament - Bartholomew
- Chucklewood Critters - George, Easter Bunny
- Creepy Crawlers - Voci suplimentare
- Iznogoud - Additional Voices
- Jin Jin and the Panda Patrol - Professor Know-A-Lot, Voci suplimentare
- Journey to the Heart of the World - Scarface
- Little Miss - Narator (versiunea SUA)
- Mickey Mouse Works - Headless Horseman
- Spider-Man: The Animated Series - Microchip
- Wisdom of the Gnomes - Voci suplimentare

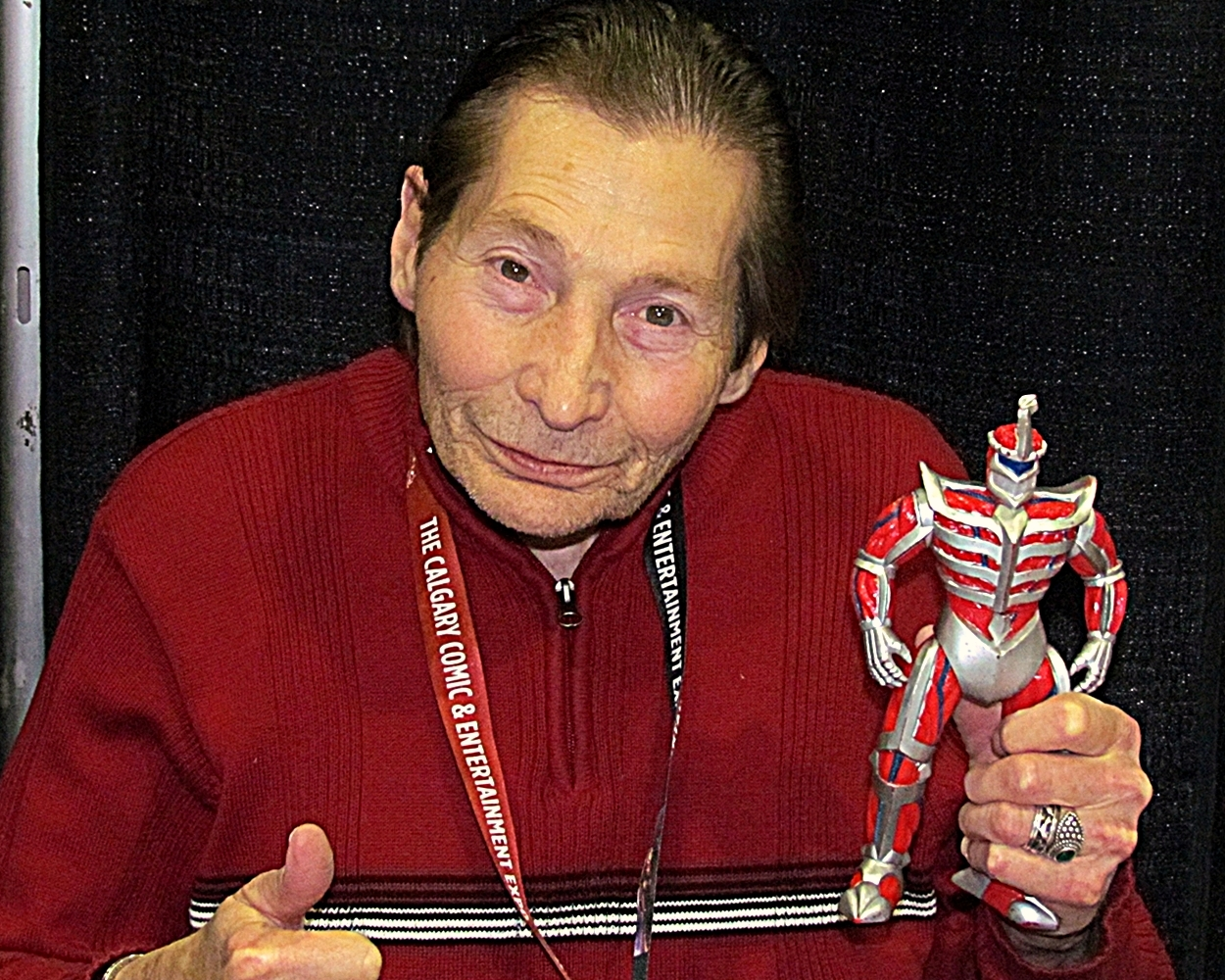
Axelrod at the Calgary Comic and Entertainment Expo in 2012

### Film
| An                 | Titlu                                    | Rol                          | Note                                                                         | Sursă |
| ------------------ | ---------------------------------------- | ---------------------------- | ---------------------------------------------------------------------------- | ----- |
| 1976               | The Smurfs and the Magic Flute           | Brainy Smurf                 | versiunea în limba engleză, voce                                             |       |
| 1978               | Lupin the Third                          | Mamo                         | Voce                                                                         |       |
| 1979               | Manxmouse                                | Frank                        | versiunea în limba engleză, Voce, nemenționat                                |       |
| 1980               | Tricks of the Trade                      |                              |                                                                              |       |
| 1981               | Swan Lake                                | Hans                         | versiunea în limba engleză, Voce, nemenționat                                |       |
| 1984               | Katy Caterpillar                         | Gilbert                      | versiunea în limba engleză, Voce                                             |       |
| 1984               | Lensman                                  | Sol                          | versiunea în limba engleză, Voce                                             |       |
| 1985               | Victims!                                 | Serial Killer #1             |                                                                              |       |
| 1986               | Bad Guys                                 | Prof. Gimble's Assistant     |                                                                              |       |
| 1986               | Murphy's Law                             | Hotel Clerk                  |                                                                              |       |
| 1986               | Sorority House Massacre                  | Larry                        |                                                                              |       |
| 1987               | Assassination                            | Finney                       |                                                                              |       |
| 1987               | The Danger Zone                          | Ronnie                       |                                                                              |       |
| 1987               | Neo Tokyo                                | Tsutomu Sugioka              | (segment "The Order to Stop Construction"), versiunea în limba engleză, Voce |       |
| 1987               | Death Wish 4: The Crackdown              | Italian Restaurant Bartender |                                                                              |       |
| 1987               | Obsessions                               |                              |                                                                              |       |
| 1988               | The Blob                                 | Jennings                     |                                                                              |       |
| 1988               | Katy and the Katerpillar Kids            | Gilbert                      | versiunea în limba engleză, Voce                                             |       |
| 1988               | The Big Turnaround                       | Guerro                       |                                                                              |       |
| 1989               | American Rampage                         | Coroner                      |                                                                              |       |
| 1989               | Kinjite: Forbidden Subjects              | Security Guard               |                                                                              |       |
| 1989               | The Lords of Magick                      | Pea Prince                   |                                                                              |       |
| 1989               | Midnight                                 | Ozzie                        |                                                                              |       |
| 1989               | Fortress of Amerikkka                    | Gun Store Salesman           |                                                                              |       |
| 1989               | Alien Private Eye                        | Scunge                       |                                                                              |       |
| 1990               | Chance                                   | Gavin                        |                                                                              |       |
| ianuarie 15, 1990  | Repo Jake                                | King                         |                                                                              |       |
| 1991               | F.A.R.T. the Movie                       | Minister                     |                                                                              |       |
| 1991               | Zeiram                                   | Kamiya                       | versiunea în limba engleză, Voce                                             |       |
| 1992               | Wishman                                  | Murdock                      |                                                                              |       |
| 1993               | Beyond Fear                              | Vince Paige                  |                                                                              |       |
| 1993               | Rule No. 3                               | Mark                         | nemenționat                                                                  |       |
| 1994               | Taxi Dancers                             |                              |                                                                              |       |
| 1995               | Dead Badge                               | Pimp                         |                                                                              |       |
| iunie 30, 1995     | Mighty Morphin Power Rangers: The Movie  | Lord Zedd                    | Voce                                                                         |       |
| 1995               | Tornado Run                              | Don Pinsley                  |                                                                              |       |
| 1995               | Fatal Pursuit                            | Billy                        |                                                                              |       |
| octombrie 06, 2000 | Digimon: The Movie                       | Armadillomon                 | Voce                                                                         | [ 4 ] |
| 2001               | Metropolis                               | Ham Egg                      | versiunea în limba engleză, Voce                                             |       |
| 2001               | Der kleine Eisbär                        | Seagull 3                    | versiunea în limba engleză, Voce                                             |       |
| 2001               | Karma to Burn                            | Reggie                       |                                                                              |       |
| 2002               | A Light in the Darkness                  | Dr. Aberdeen                 |                                                                              |       |
| 2002               | Deep Freeze                              | Lenny                        |                                                                              |       |
| 2003               | Exorcism                                 | Dark Prince                  |                                                                              |       |
| 2003               | A Light in the Forest                    | Judge Chester                |                                                                              |       |
| 2004               | Innocence                                | Koga / Lin                   | versiunea în limba engleză, Voce                                             |       |
| 2004               | The Last Shot                            | Man                          |                                                                              |       |
| 2007               | The Anatolian                            | Club Owner                   |                                                                              |       |
| 2008               | Safety First: The Rise of Women!         | Narator                      |                                                                              |       |
| 2009               | The Revenant                             | Racially Confused Veteran    |                                                                              |       |
| decembrie 12, 2009 | Mega Monster Battle: Ultra Galaxy        | Ultraman King                | Voce                                                                         |       |
| 2009               | Fist of the North Star: The Shin Saga    |                              | Voce                                                                         |       |
| 2010               | Space Pirate Captain Harlock 2           |                              | Voce                                                                         |       |
| 2010               | Space Pirate Captain Harlock             |                              | Voce                                                                         |       |
| 2010               | Danguard Ace 3                           |                              | Voce                                                                         |       |
| 2010               | Danguard Ace 2                           |                              | Voce                                                                         |       |
| 2010               | Danguard Ace                             |                              | Voce                                                                         |       |
| 2011               | The Adventures of Nadja II               | Abel                         |                                                                              |       |
| 2011               | The Adventures of Nadja                  | Abel                         |                                                                              |       |
| 2011               | Gaiking III                              | Emperor Darius               | Voce                                                                         |       |
| 2011               | Gaiking II                               | Emperor Darius               | Voce                                                                         |       |
| 2011               | Gaiking I                                | Emperor Darius               | Voce                                                                         |       |
| 2011               | Frogtown                                 | Ben                          |                                                                              |       |
| 2011               | Fist of the North Star: The Toki Saga    |                              | Voce                                                                         |       |
| 2011               | Fist of the North Star: The Souther Saga |                              | Voce                                                                         |       |
| 2011               | Fist of the North Star: The Ray Saga     |                              | Voce                                                                         |       |
| 2012               | Tim and Eric's Billion Dollar Movie      | Robert Axelrod               |                                                                              |       |
| 2012               | Mommy's Little Monster                   | Dr. Aberdeen                 |                                                                              |       |
| 2015               | Monday Morning                           | Mitch Katz                   |                                                                              |       |
| 2016               | The Vanquisher                           | Andrew Spencer               | Voce                                                                         |       |
| 2016               | Boonville Redemption                     | Clyde                        |                                                                              |       |
| aprilie 23, 2017   | The Clapper                              | Spider Parson                |                                                                              |       |
| 2018               | Tales of Frankenstein                    | Dinu                         |                                                                              |       |
| 2019               | Induced Effect                           | Mr. Rodgers                  | (ultimul rol de film)                                                        |       |